# Dasyvalgus trisinuatus
Dasyvalgus trisinuatus är en skalbaggsart som beskrevs av Raffaello Gestro 1891. Dasyvalgus trisinuatus ingår i släktet Dasyvalgus och familjen Cetoniidae. Inga underarter finns listade i Catalogue of Life.